# Раван
Раван је један од основних појмова геометрије којим се означава равна површина која се у сваком смеру шири до бесконачности. Да је равна, значи да кроз сваку њену тачку може бити повучено бесконачно много различитих правих које она у потпуности садржи. Из овога следи и да свака раван простор у коме се налази разграничава на два једнака дела.

## Појам и дефиниције равни
У почетним упознавањима са појмом равни, представа о равни се упоређује са глатким површинама воде, углачане плоче, итд. У даљем изучавању систематског курса геометрије раван се узима као недефинисани термин чија се посредна дефиниција даје у аксиомама геометрије.
Важне особине равни дате су, на пример, следећим аксиомама:
- Ако две тачке праве припадају равни, онда све тачке праве припадају овој равни.
- Три тачке које не леже на једној правој припадају само једној равни.

Руски математичар Николај Лобачевски је за дефиницију равни узимао следећу дефиницију: Раван је геометријско место тачака у простору које су подједнако удаљене од две дате тачке. У изградњи геометрије Лобачевски је полазио од појма кретања, и према томе, и од појма растојања између две тачке.
Велики немачки математичар Лајбниц дефинисао је појам равни као површ која дели простор на два конгруентна дела (која се кретањем могу поклопити). Међутим, ову особину има, на пример, и цилиндарска површ чија је генератриса синусоида или правилна бесконачна изломљена линија облика тестере.

## Еуклидска геометрија
Еуклид је изложио прво велико обележје математичке мисли, аксиоматски третман геометрије. Он је одабрао је мало језгро недефинисаних појмова (названих уобичајени појмови) и постулата (или аксиома) које је затим користио за доказивање различитих геометријских исказа. Иако раван у њеном модерном смислу није директно дата у Елементима, о њој се може размишљати као једном од уобичајених појмова. Еуклид никада није користио бројеве за мерење дужине, угла или површине. На тај начин еуклидска раван није потпуно иста као картезијанска раван.

## Раван у аналитичкој геометрији
Раван A у простору n се аналитички може описати једном њеном тачком {\displaystyle P\in A\in R^{n}} и вектором {\displaystyle {\overrightarrow {a}}} који је нормалан на њу, тј. сваки вектор који јој припада. Тада ће за сваку тачку {\displaystyle Q\in A} важити:
{\displaystyle {\overrightarrow {a}}\cdot {\overrightarrow {PQ}}=0},

илити

{\displaystyle \left(a_{1},\ldots ,a_{n}\right)\cdot \left(Q_{1}-P_{1},\ldots ,Q_{n}-P_{n}\right)=a_{1}\cdot \left(Q_{1}-P_{1}\right)+\cdots +a_{n}\cdot \left(Q_{n}-P_{n}\right)=0}
Како су {\displaystyle {\overrightarrow {a}}} и P константе, израз се може другачије записати:
{\displaystyle {\overrightarrow {a}}\cdot \left(Q-P\right)\Rightarrow {\overrightarrow {a}}\cdot {\overrightarrow {Q}}={\overrightarrow {a}}\cdot {\overrightarrow {P}}\Rightarrow }
{\displaystyle {\overrightarrow {a}}\cdot {\overrightarrow {Q}}=C,C\in R}
ово је такозвана векторска једначина равни која се након развоја скаларног производа, као што је у изразу испод приказано, назива општа једначина равни:
{\displaystyle a_{1}\cdot Q_{1}+\cdots +a_{n}\cdot Q_{n}=C}

### Облик тачке и нормале и општи облик једначине равни
На начин аналоган начину на који се линије у дводимензионалном простору описују користећи облик нагиба тачке за њихове једначине, равни у тродимензионалном простору имају природни опис користећи тачку у равни и вектор ортогоналан на њу (нормални вектор) да укаже на њену „инклинацију“.
Конкретно, нека је r0 вектор положаја неке тачкеP0 = (x0, y0, z0), а нека n = (a, b, c) ненулти вектор. Раван одређена тачком P0 и вектором n састоји се од оних тачака P, са позиционим вектором r, тако да је вектор повучен од P0 до P нормалан на n. Подсећајући да су два вектора нормална ако и само ако је њихов скаларни производ нула, следи да се жељена раван може описати као скуп свих тачака r таквих да
{\displaystyle \mathbf {n} \cdot (\mathbf {r} -\mathbf {r} _{0})=0.}
(Овде тачка означава скаларни производ вектора.)
Кад се прошири ово постаје
{\displaystyle a(x-x_{0})+b(y-y_{0})+c(z-z_{0})=0,}
што је форма тачке и нормале једначине равни. Ово је линеарна једначина
{\displaystyle ax+by+cz+d=0,}
где је
{\displaystyle d=-(ax_{0}+by_{0}+cz_{0}).}
Супротно томе, лако је показати да ако су  a, b, c и d константе и a, b и c нису све нула, онда је график једначине
{\displaystyle ax+by+cz+d=0,}
раван која има вектор n = (a, b, c) као нормалу. Ова позната једначина за раван назива се општи облик једначине равни.
Тако на пример, регресиона једначина облика y = d + ax + cz (са b = −1) успоставља најбоље прилагођену раван у тродимензионалном простору када постоје две променљиве објашњења.

## Раван и други геометријски објекти

### Раван и тачка
Раван у простору n може садржати или не садржати неку од тачака истог. Алгебарски, ово се проверава тако што се координате тачке убаце на одговарајућа места промењивих у једначину равни. Уколико је једначина равни задовољена, тачка припада равни. У супротном тачка не припада равни.

#### Пројекција тачке на раван
Уколико тачка не припада равни, онда постоји тачно једна права која пролази кроз ту тачку, и нормална је на раван. Та права сече раван у тачно једној тачки која је у ствари пројекција претходне тачке на дату раван. Рецимо да се раван зове A и да је одређена тачком P и њеним нормалним вектором {\displaystyle {\overrightarrow {n}}}. Нека је Q произвољна тачка истог простора која не припада A. Тада за пројекцију Q' тачке Q на раван A важи следеће:
{\displaystyle Q'\in A\wedge {\overrightarrow {QQ'}}\|{\overrightarrow {n}}\Rightarrow }

{\displaystyle Q'=Q+\alpha {\overrightarrow {n}}\in A}
{\displaystyle {\overrightarrow {PQ'}}{\overrightarrow {n}}=0}
Овиме се добија једначина са непознатом α.

{\displaystyle \left(Q+\alpha {\overrightarrow {n}}-P\right)\cdot {\overrightarrow {n}}=0,\;\;\alpha ={\frac {{\overrightarrow {PQ}}{\overrightarrow {n}}}{|{\overrightarrow {n}}|^{2}}}}
Након што се одреди вредност α, тачка Q' је одређена већ датом једначином:
{\displaystyle Q'=Q+\alpha {\overrightarrow {n}}}

#### Растојање тачке и равни
Растојање неке тачке од равни у n је одређено њеним растојањем од њене пројекције на исту раван. Види растојање тачака.
Ово растојање се специјално у R3, када су познате три неколинеарне тачке равни S, W, T, може изразити и преко односа запремине и површине базе призме коју граде ромбоид одређен са ове три тачке са тачком Q: 
{\displaystyle d\left(A\left(S,W,T\right),Q\right)={\frac {\left[{\overrightarrow {SW}},{\overrightarrow {ST}},{\overrightarrow {SQ}}\right]}{\left|{\overrightarrow {SW}}\times {\overrightarrow {ST}}\right|}}}

### Раван и права
Раван и права у R3 имају три могућа међусобна положаја: права је паралелна са равни (њен вектор је нормалан на нормалан вектор равни), права сече раван у једној тачки, права припада равни. У просторима веће димензије је могуће и да права нема заједничких тачака са равни али да такође није паралелна са њоме. Овај положај се назива мимоилажење.

#### Пресек равни и праве
Претпоставимо да се права p одређена са тачком {\displaystyle P} и вектором {\displaystyle {\overrightarrow {v}}}, и раван A одређена са тачком {\displaystyle Q} и нормалним вектором {\displaystyle {\overrightarrow {n}}} секу. Њихова тачка пресека L би била одређена са:
{\displaystyle L=P+\alpha {\overrightarrow {v}},\;L\in A}
Када се овако добијени вектор координата тачке L убаци у једначину равни, добије се једначина са једном непознатом, α. Након што се α одреди, треба је вратити у горњу једначину. Резултат су координате тачке L.
У 3 би то изгледало овако:
{\displaystyle A:n_{1}(x_{1}-Q_{1})+n_{2}(x_{2}-Q_{2})+n_{3}(x_{3}-Q_{3})=0}
{\displaystyle L:(P_{1}+\alpha v_{1},P_{2}+\alpha v_{2},P_{3}+\alpha v_{3})}
{\displaystyle \Rightarrow n_{1}(P_{1}+\alpha v_{1}-Q_{1})+n_{2}(P_{2}+\alpha v_{2}-Q_{2})+n_{3}(P_{3}+\alpha v_{3}-Q_{3})=0}
{\displaystyle {\overrightarrow {n}}\cdot \left({\overrightarrow {QP}}+\alpha {\overrightarrow {v}}\right)=0}
{\displaystyle \alpha =-{\frac {{\overrightarrow {n}}{\overrightarrow {QP}}}{{\overrightarrow {n}}{\overrightarrow {v}}}},\;L=P+\alpha {\overrightarrow {v}}}

#### Пројекција праве на раван
Пројекција праве p на раван A је или једна права p' која припада равни A, или једна тачка P' на равни A. До другог случаја долази када је права p у ствари нормална на раван A, а резултујућа тачка је у ствари њихов пресек.
Када права p није нормална на раван A, њена пројекција, права p' се може конструисати кроз пројекције две различите тачке праве p на раван A.

#### Растојање праве и равни
Уколико права p не сече раван A, растојање између њих је једнако растојању између било које тачке праве и равни.

### Раван и раван
Две равни у простору n могу бити мимоилазне, паралелне, могу се сећи по једној правој или бити идентичне.

#### Пресек две равни
Пресек две равни A и B може бити празан скуп (уколико су равни паралелне или мимоилазне), једна тачка (уколико су равни у принципу мимоилазне али се додирују у једној тачки), једна права (уколико се равни секу) и раван, уколико су равни идентичне.
Однос две равни, као и њихов пресек се дају одредити решавањем система једначина ове две равни. Претпоставимо да су задате две равни {\displaystyle A:P,{\overrightarrow {a}}} и {\displaystyle B:Q,{\overrightarrow {b}}}
{\displaystyle A:x_{1}a_{1}+x_{2}a_{2}+\cdots +x_{n-1}a_{n-1}+P_{n}a_{n}=K_{A},\;K_{A}\in R}
{\displaystyle B:x_{1}b_{1}+x_{2}b_{2}+\cdots +x_{n-1}b_{n-1}+Q_{n}b_{n}=K_{B},\;K_{B}\in R}
Ранг решења система
{\displaystyle {\begin{cases}x_{1}a_{1}+x_{2}a_{2}+\cdots +x_{n-1}a_{n-1}+x_{n}a_{n}=K_{A}\\x_{1}b_{1}+x_{2}b_{2}+\cdots +x_{n-1}b_{n-1}+x_{n}b_{n}=K_{B}\end{cases}}}
одређује шта је резултат пресека и еквивалентан је димензији резултујућег потпростора. Само решење система описује објекат добијен пресеком.

#### Растојање две паралелне равни
Две равни су паралелне уколико их граде парови вектора који граде базе истог потпростора у датом простору. Ови парови вектора се у међусобном односу још зову копланарни. Растојање две равни је константно, посматрано из било које тачке једне према другој равни. Стога се може свести на растојање било које тачке једне равни од друге равни.

#### Растојање две мимолиазне равни
Равни могу бити мимоилазне у просторима димензије веће од три. Карактеристика овако постављених равни је да се не секу по правој и да постоји тачно један пар тачака са прве и друге равни, за које је растојање минимално. Уколико се параметри равни тако подесе, да ове две тачке имају исте координате, равни ће се додиривати само у тим тачкама а растојање ове две равни је једнако нули.
У општем случају, растојање две мимоилазне равни се израчунава постављањем једначине дужине вектора између ове две равни, и налажењем њеног минимума диференцирањем.